# Бостанджыбашы Хафыз Исмаил-паша
Бостабанджы́башы Хафыз Исмаи́л-паша (тур. Bostancıbaşı Hafız İsmail Paşa; 1758 — 1807) — османский государственный деятель, великий визирь с 24 апреля 1805 по 14 сентября 1806 года.

## Биография
Бостабанджыбашы Хафыз Исмаил-паша получил свой лакаб Хафыз за хорошее знание Корана. Исмаил-паша в молодости поступил на службу в янычарский корпус, где в 1797 году получил титул хасеки-аги. 1 августа 1798 года Хафыз Исмаил-паша был назначен на должность бостанджи-баши – начальника султанской стражи. Хафыз Исмаил-паша служил бостанджи-баши в течение шести лет и отличался высоким трудолюбием, что привлекло внимание султана Селима III.
24 октября 1804 года Селим III назначил Хафыза Исмаила-пашу на должность капудан-ы дерья – главнокомандующего флотом. Эту должность он занимал в течение пяти месяцев и 24 апреля 1805 года был назначен великим визирем. Став великим визирем, Хафыз Исмаил-паша стал бороться с высокими ценами и торговцами, которую получали нечестный доход, благодаря чему завоевал хорошую репутацию у населения. Исмаил-паша не желал быть терпимым и послушным, как его предшественник Кёр Юсуф Зияюддин-паша. Хафыз Исмаил-паша не одобрял реформы Низама-и Джедида и объединился с противниками модернизации.
14 сентября 1806 года Хафыз Исмаил-паша за активное участие в оппозиции был отправлен в отставку с поста великого визиря. При своём преемнике Ибрагиме Хильми-паше Исмаил-паша был отправлен в Бурсу. Его вместе с семьёй посадили на специально подготовленный корвет и тайно был отправлен из Энеза. В связи с этим были приняты меры предосторожности из-за опасения возможного давления со стороны его сторонников при проведении его ареста и конфискации его имущества. Исмаил-паша был доставлен в Измир, а затем в сентябре 1806 года был сослан на Хиос. 
При новом султане Мустафе IV был возвращён из ссылки и 18 июня 1807 года был назначен мухафизом (стражем) Дарданелл и Карамана, но спустя четыре месяца он скончался, вероятно что он был отравлен по приказу каймакама Тайяра-паши.